# Björn Carlsson
Björn Carlsson, född 5 april 1977, är en svensk fotbollsspelare. 
Carlsson fostrades i Halmstad BK, som han spelade 153 matcher i Allsvenskan för och tog SM-guld med 2000. Mellan 2003 och 2009 spelade Carlsson för Superettan-laget Falkenbergs FF, för att därefter gå vidare till IS Halmia. Han har även gjort 3 landskamper för Sveriges U21-landslag.